# اچ‌ام‌اس گلامورگان (دی۱۹)
اچ‌ام‌اس گلامورگان (دی۱۹) (به انگلیسی: HMS Glamorgan (D19)) یک کشتی بود که طول آن ۵۲۰ فوت (۱۶۰ متر) بود. این کشتی در سال ۱۹۶۴ ساخته شد.